# 小川镇
小川镇，是中华人民共和国甘肃省陇南市成县下辖的一个乡镇级行政单位。

## 行政区划
小川镇下辖以下地区：
小川社区、草坝村、小川村、后寨村、上峡村、下峡村、单山村、韩山村、阴湾村、水磨沟村、祁坝村、贺沟村、周旗村、西寨村、坡底村、新兴村、关山村、天山村、联合村和乱山村。